# Erdleiten
Erdleiten ist ein Dorf im Mühlviertel in Oberösterreich und Ortschaft der Gemeinde Bad Zell im Bezirk Freistadt.

## Geographie
Der Ort liegt etwa 3 Kilometer nordwestlich von Bad Zell auf einer Anhöhe auf knapp (600 m ü. A.) oberhalb der L1456 Tragweiner Straße (Bad Zell – Tragwein).
Die Ortschaft umfasst knapp 35 Gebäude mit etwa 160 Einwohnern.
Zum Ortschaftsgebiet gehören auch die Höfe entlang der Riedls, der rechts des Hinterbachs verläuft, darunter die Gehöfte Steininger, Pleimer und Breiteneicher, der schon an der Hinterbach-Brücke nahe Bad Zell liegt.
Nachbarortschaften
|                              |                                             | Haid          |
| Schmierreith (Gem. Tragwein) | Kompassrose, die auf Nachbargemeinden zeigt | Lanzendorf    |
|                              | Lugendorf (Gem. Tragwein)                   | Bad ZellRiegl |

## Geschichte
Der Ort wurde als Erhardleiten (Erhartleyttenn) 1438 erstmals urkundlich erwähnt.
Erdleiten gehörte noch zum Landgericht Schwertberg (der Rest der Gemeinde zum Landgericht Prandegg-Zellhof).

## Infrastruktur
- Freiwillige Feuerwehr[3]

## Tourismus und Sehenswürdigkeiten
Durch Erdleiten führt der Mühlviertler Mittellandweg (Nr. 150), der, von Pregarten her kommend, nach Bad Zell weiterführt. Unten auf der Landesstraße verläuft der Radweg Naturparkweg (Nr. 30).

Im Winter ist die etwa 11 km lange Loipe Erdleiten ab Bad Zell gespurt.
700 Meter südlich des Orts, schon auf Gemeindegebiet Tragwein, steht ein Naturdenkmal, eine etwa 300 Jahre alte Zwillings-Eibe (nd508).